# Séance de prestidigitation
Pour plus de détails, voir Fiche technique et Distribution.

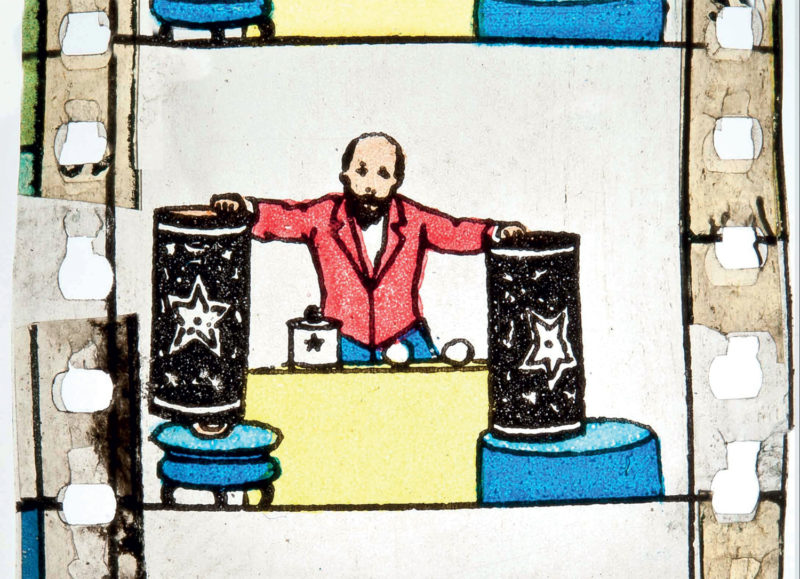
Rotoscopie du film, 1896.

Séance de prestidigitation est un film français de Georges Méliès, sorti en 1896. 
Numéro deux du catalogue de la production de Méliès, il est produit par le Théâtre Robert-Houdin. Le film a été longtemps considéré comme perdu avant qu'une partie ne soit retrouvée en 2015. Le support du tirage en noir et blanc n'a pas été identifié pas plus que le procédé utilisé.
Séance de prestidigitation est la première apparition de la magie dans l'œuvre de Georges Méliès.

## Synopsis
On y voit Georges Méliès soulever et reposer des barils magiques où, successivement, une tête cornue de diable passe de droite à gauche.